# 彎體頭蛇鰻
彎體頭蛇鰻為輻鰭魚綱鰻鱺目糯鰻亞目蛇鰻科的其中一種，分布於西大西洋的佛羅里達群島及巴哈馬海域，體長達46公分，棲息於水質清澈的珊瑚礁區，為底棲性魚類，屬肉食性。